# Гариб Шишани
Гариб Шишани — иорданский чеченец, полевой командир. Прибыл в Чечню с группой арабских чеченцев в начале первой войны. Приверженец салафизма. Работал в Верховном шариатском суде ЧРИ, участник первой и второй чеченских войн и вторжения боевиков в Дагестан. В 1998 году участвовал в боях против Вооружённых сил Ичкерии в Гудермесе, когда радикальные исламисты были выбиты из города и за три дня потеряли около 150-200 человек убитыми, большинство из которых были молодые люди. Тогда в подавлении радикалов участвовал и Руслан Гелаев во главе своего подразделения.

## Книги
- Наука о Кавказе: проблемы и перспективы : материалы И съезда ученых-кавказоведов, 27-38 августа 1999 г. — Изд-во Северо-Кавказской академии гос. службы, 2000. — 220 с. — ISBN 978-5-89546-072-6.
- Россия и мусульманский мир. — Институт, 2001. — 618 с.
- V. Kh Akaev. Суфизм и ваххабизм на северном Кавказе. — Rossiĭskai︠a︡ akademii︠a︡ nauk, In-t ėtnologii i antropologii, 1999. — 32 с. — ISBN 978-5-201-14658-0.
- Зайналбек Сусуев. Чечено-российские отношения и идея чеченской государственности. Политический очерк. — Litres, 2022-05-15. — 721 с. — ISBN 978-5-04-105686-5.
- Акаев В.х. Религиозно-политические особенности «северокавказского ваххабизма» и конфликт с суфизмом // Исламоведение. — 2010. — Вып. 4. — С. 4–17. — ISSN 2077-8155.